# 密枝鹤虱
密枝鹤虱（学名：Lappula balchaschensis）为紫草科鹤虱属的植物。分布于俄罗斯以及中国大陆的新疆等地，生长于海拔1,400米的地区，常生长在半荒漠及荒漠地带，目前尚未由人工引种栽培。